# Una furtiva lagrima
Una furtiva lagrima es una romanza para tenor incluida en la ópera L'elisir d'amore, compuesta por Gaetano Donizetti en 1832. Constituye el aria más célebre de la ópera, y la han interpretado a través de los años tenores de la más alta talla, como los maestros Carlo Bergonzi, Roberto Alagna, Enrico Caruso, Jussi Björling, Beniamino Gigli, Alfredo Sadel, Tito Schipa, Mario Lanza, Alfredo Kraus, Nicolai Gedda, Luciano Pavarotti, Plácido Domingo, José Carreras, Andrea Bocelli, Rolando Villazón, Ramón Vargas, Javier Camarena y Juan Diego Flórez.
Una furtiva lagrima se canta durante la octava escena del segundo acto. El ingenuo Nemorino ha comprado un supuesto elixir de amor a un charlatán, el doctor Dulcamara, convencido de que al ingerirlo podría conquistar el corazón de Adina, una bella y rica terrateniente, pero el ardid parece no causar efecto, además porque el embaucador en vez del supuesto elixir le vendió vino de Burdeos y Adina, por el contrario, anuncia su compromiso con otro pretendiente, el sargento Belcore. Desesperado y con el fin de conseguir dinero para adquirir otra dosis del supuesto elixir, el enamorado se alista como soldado en el regimiento de su rival Belcore. Las muchachas de la villa se enteran de que ha muerto un tío de Nemorino, dejándole una enorme fortuna, por lo que todas empiezan a rodearlo y coquetearle, lo que el ingenuo campesino interpreta como un efecto del elixir.

## Letra
| Libreto original (italiano) | Traducción al castellano |
| --- | --- |
| Una furtiva lagrima negli occhi suoi spuntò: Quelle festose giovani invidiar sembrò. Che più cercando io vò? M'ama! Sì, m'ama, lo vedo. Lo vedo. Un solo istante i palpiti del suo bel cor sentir! I miei sospir, confondere per poco a' suoi sospir! I palpiti, i palpiti sentir, confondere i miei coi suoi sospir... Cielo! Si può morir! Di più non chiedo, non chiedo. Ah, cielo! Si può, Si può morir Di più non chiedo, non chiedo. Si può morir, Si può morir d'amor. | Una furtiva lágrima asomó en sus ojos: Parecía envidiar a estas jóvenes. ¿Qué más quiero? ¡Me ama, sí, me ama, lo veo, lo veo! ¡Un solo instante el palpitar, de su hermoso corazón sentir! Mis suspiros confundir, casi con su suspirar. Sus pálpitos, sus pálpitos sentir, confundir nuestro suspirar... ¡Cielo! ¡se puede morir! Más no pido, no pido. ¡Ah Cielo! Sí puedo, sí puedo morir! Más yo no pido, no pido. ¡Se puede morir! ¡Se puede morir de amor! |

## En la cultura popular
Una grabación de esta aria interpretada por Enrico Caruso ocupa un lugar destacado en la película Match Point (2005), dirigida por Woody Allen.
Esta canción apareció también en la película independiente Two Lovers con Joaquin Phoenix y Gwyneth Paltrow, y en otra película de Joaquin Phoenix: It's All About Love.
En la película Un air de famille de Cédric Klapisch, el personaje de Philippe hace sonar el aria cantada por Caruso en la gramola de su restaurante.
En Mamma Roma de Pasolini, un grupo de jóvenes canta esta aria a Ettore.
Una versión apagada del aria puede escucharse de fondo mientras el desilusionado Capitán Yossarian, interpretado por Alan Arkin, vaga sin rumbo por una Roma devastada por la guerra en la película Catch-22.
El personaje Jake Fratrelli, interpretado por Robert Davi, canta parte de esta aria en la película The Goonies.
En el film Romanza Final, el tenor José Carreras interpreta al tenor Julian Gayarre el que, al momento de salir a escena a cantar esta Aria, le comunican que su madre ha muerto. 
También aparece en la última entrega de la saga "Rocky" en "Rocky Balboa" en una escena donde Steves está en el restaurante de Rocky Balboa.
- Datos: Q2060389